# طن بريطاني
طن البريطاني أو طن الطويل (بالإنجليزية: Long Ton)‏ بمقرنة مع طن القصير أو الأمريكي هو وحدة قياس كتلة 2240 رطل، أو 1016,064 كغ  أي مايعادل 0,8929 طن أمريكي . وهي وحدة قياس تستخدم بشكل أساسي في المملكة المتحدة وتوابعها. يتم استخدامه عند تحديد الحد الأقصى لعمليات النزوح المنصوص عليها في معاهدة واشنطن البحرية الموقعة في عام 1922، وعلى هذا النحو يطلق عليه أحيانًا اسم «طن واشنطن».